# Бланко, Луис Норберто
Луис Норберто Бланко (исп. Luis Norberto Blanco; 1954[уточнить] — 21 мая 1969) — аргентинский студент и рабочий-металлург, убитый полицейскими во время вооружённого восстания против диктатуры в городе Росарио.

## История
Во второй половине 60-х годов недовольство режимом «авторитарно-бюрократического государства» Онганиа вызвало в Аргентине крупнейшую в регионе волну забастовок и протестов. В результате, в аргентинском Корриентесе во время городских волнений был убит полицейскими студент-медик Хуан Хосе Кабраль. Возмущённые рабочие и студенты Росарио начали забастовку под лозунгом «Рабочие и студенты — единым фронтом!». Однако, это не остановило власти. Полиция начала разгон демонстраций.
18 мая в одной из стычек были убиты Луис Норберто Бланко и студент Адольфо Рамон Бельо. Эти события вызвали более масштабное восстание, известное в истории Аргентины как «росариасо».